# Estadio General Pablo Rojas
Estadio General Pablo Rojas – stadion piłkarski w Asunción, stolicy Paragwaju. Został otwarty 24 maja 1970 roku. Może pomieścić 45 000 widzów, co czyni go największym stadionem w kraju. Swoje spotkania rozgrywają na nim piłkarze klubu Cerro Porteño.

## Historia
Plany budowy nowego stadionu klubu Cerro Porteño ogłoszono w 1959 roku. W celu realizacji przedsięwzięcia zakupiono teren przylegający od strony południowej do dotychczasowego obiektu zespołu, Estadio Adriano Irala. Otwarcie nowej areny miało miejsce 24 maja 1970 roku. Na inaugurację gospodarze wygrali w meczu ligowym z Club Silvio Pettirossi 2:1. Sezon 1970 zakończył się wywalczeniem przez Cerro Porteño tytułu mistrza kraju, jednego z wielu, jakie zdobył ten klub. Na nowy obiekt składały się cztery trybuny, tworzące wokół boiska owal. Podobnie jak poprzednik, stadion zyskał przydomek „La Olla” („kocioł”). Początkowo wokół boiska istniała także bieżnia lekkoatletyczna.
W 1975 roku, po śmierci generała Pablo Rojasa, obiekt otrzymał jego imię. 2 listopada 1978 roku, podczas sparingu Cerro Porteño z Club Libertad (0:0), zainaugurowano na stadionie sztuczne oświetlenie. W 1985 roku na arenie rozegrano mecze mistrzostw Ameryki Południowej w rugby. Pierwszą większą rozbudowę obiekt przeszedł przed turniejem Copa América w 1999 roku. Pojemność areny sięgnęła wówczas 28 000 widzów. W ramach Copa América na Estadio General Pablo Rojas rozegrano jednak tylko jedno spotkanie, 1 lipca 1999 roku w meczu pierwszej kolejki fazy grupowej (grupa C) zmierzyły się na nim reprezentacje Kolumbii i Urugwaju (1:0). W 2009 roku załatano lukę pomiędzy trybunami w południowo-wschodnim narożniku (dotychczas znajdował się tam dom, którego właściciele przez lata nie chcieli sprzedać).
Latem 2015 roku rozpoczęła się rozbudowa obiektu do pojemności 37 000 widzów. W tym celu rozebrano ostatnią, południową trybunę dawnego Estadio Adriano Irala, by zrobić miejsce na dodatkowe sektory na północnym łuku Estadio General Pablo Rojas. W trakcie prac zdecydowano się rozszerzyć ich zakres, w efekcie czego cały stadion przeszedł gruntowną modernizację, m.in. rozbudowano i częściowo zadaszono trybunę główną, a po stronie północnej, wschodniej i południowej nadbudowano drugi poziom trybun. Obniżono też poziom boiska, wkopując je głębiej w nieckę stadionu. Otwarcia obiektu po przebudowie dokonano 19 sierpnia 2017 roku meczem sparingowym gospodarzy z argentyńskim CA Boca Juniors (1:2). Pojemność trybun osiągnęła poziom 45 000 widzów, czym obiekt nieznacznie wyprzedził znajdujący się około 2 km na zachód Estadio Defensores del Chaco, stając się największym stadionem w kraju.
23 czerwca 2018 roku obiekt gościł ceremonię beatyfikacji Maríi Guggiari Echeverríi. 9 listopada 2019 roku na stadionie odbył się mecz finałowy Copa Sudamericana (Independiente del Valle – CA Colón 3:1). Był to pierwszy jednodniowy finał tych rozgrywek (w poprzednich edycjach o zwycięstwie decydował dwumecz).